# Neuer jüdischer Friedhof (Lörrach)

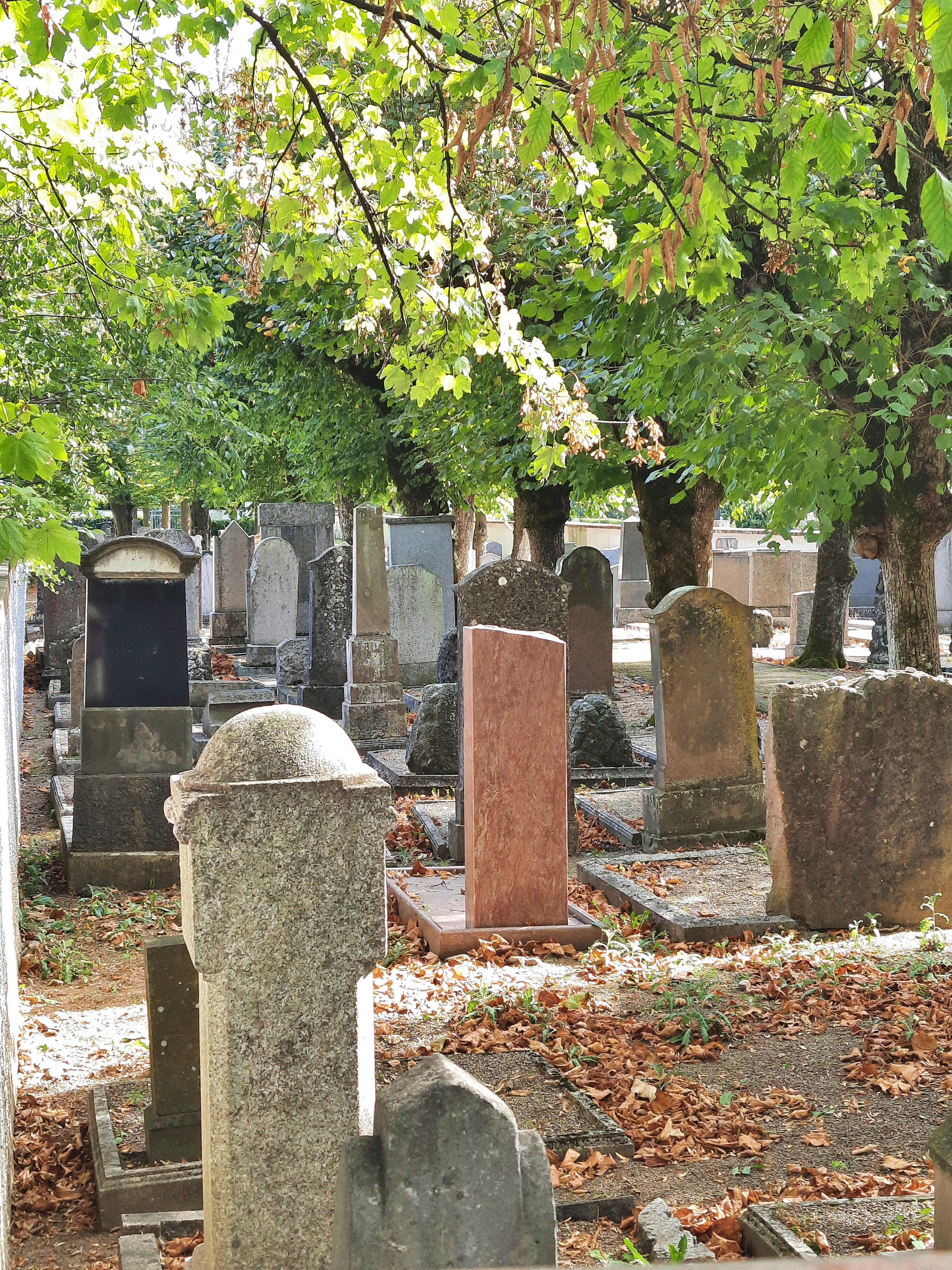
Blick über die Umfassungsmauer in den neuen jüdischen Friedhof von Nordwesten.

Der Neue jüdische Friedhof Lörrach ist ein geschütztes Kulturdenkmal in der Stadt Lörrach im Landkreis Lörrach in Baden-Württemberg. 
Der jüdische Friedhof liegt an der Brombacher Straße/Bächlinweg. Im Jahr 1993 waren 157 Grabsteine vorhanden.

## Geschichte
Das Gelände wurde im Jahr 1892 angekauft. Der Friedhof wurde 1895 eingeweiht, er wird bis heute belegt. Vor wenigen Jahren wurde er wesentlich erweitert, er hat jetzt eine Fläche von 2011 Quadratmeter.